# Crimes Célebres de Macaé
Crimes Célebres de Macaé é um livro de datado de 1891 e escrito por Antão de Vasconcelos, autor macaense, nascido em 1835. O livro narra os principais crimes ocorridos em Macaé, estado do Rio de Janeiro, quando este município ainda agregava os distritos de Conceição de Macabu, Quissamã e Carapebus. Seu conteúdo oferece uma narrativa e análise jurídica de três crimes emblemáticos ocorridos na antiga Macaé.

## O Livro
O livro tem sua narrativa focada em três casos: 1) a sublevação dos aquilombados junto com o líder moçambicano Carukango, 2) o crime passional envolvendo Mota Coqueiro e 3) o caso envolvendo Chico do Padre, homem temido em sua época que assassina um fazendeiro abastado por uma situação de injúria racial.
Até que melhor se explicitem os fatos, o livro de Antão de Vasconcellos segue como material documental daqueles tempos em que a escravidão e suas variadas formas de resolução de conflitos eram perpetradas pelo Império brasileiro e suas elites regionais. O livro, ainda, é um convite para as novas gerações de pesquisadores e aficionados revisitarem esses eventos históricos.
O livro já havia sido reeditado em 1911. Recentemente, em 2023, a editora Essentia, do Instituto Federal de Educação, Ciência e Tecnologia Fluminense - IFFluminense. reeditou a histórica publicação e a disponibilizou gratuitamente pela internet, através de sua Biblioteca Digital. O lançamento ocorreu no Auditório Miguel Ramalho, no campus "Campos Centro" do IFF. Tal reedição, que foi organizada por por Yann Almeida Belmont junto ao editor assistente Henrique Barreiros Alves, e faz parte da coleção de volumes da série Memórias Fluminenses publicadas pelo Instituto.

## Sobre o Autor
Henrique Antão de Vasconcellos (Macaé, 11 de outubro de 1841 - Rio de Janeiro, 25 de fevereiro de 1915), filho de Henrique Antônio Coelho Antão e Maria Madalena das Dores Pacheco. Era membro da tradicional família Vasconcellos, um dos  núcleos da então aristocracia  rural da velha província fluminense. Seu avô paterno era o coronel Antônio Coelho Antão de Vasconcellos, militar e  organizador  da  Guarda  Nacional  e  um dos comandante  de  combates  célebres, como o que se abateu com Giuseppe Garibaldi no Sul do Brasil, e a chacina no Quilombo do Carukango contra os aquilombados em Macaé.
Em Portugal Antão de Vasconcellos estuda e se forma em direito, na Universidade de Coimbra, no período compreendido entre 1858-1865. Utilizando seu apelido de estudante no título, publica em 1905 Memorias do  Mata-Carocha - Memorias  de  um  Estudante  Brasileiro  em  Coimbra, uma espécie de autobiografia daquele período.
Sua obra mais importante publicada é o livro Crimes Célebres de Macaé, de 1895, pelo qual tornou-se célebre escritor e memorialista, reconhecido nos meios intelectuais da sociedade da época.

## Ligações entre Verbetes
- Chico do Padre
- O CaruKango
- Motta Coqueiro, a Fera de Macabu